# TripleS Lovelution
Lovelution (zapis stylizowany: LOVElution; hangul: 로블루션; skrót: LOVE) – trzecia podgrupa południowokoreańskiego girlsbandu TripleS, składająca się z ośmiu członkiń: Seoyeon, Hyerin, Yubin, Kaede, Dahyun, Nien, Sohyun i Xinyu. Podgrupa zadebiutowała 17 sierpnia 2023 roku minialbumem ↀ (wym. „Muhan”).

## Historia

### Przed debiutem
Przed dołączeniem do Modhaus Hyerin, Yubin, Kaede, Dahyun, Nien i Xinyu były już zaangażowane w przemysł rozrywkowy. Hyerin była aktorką dziecięcą w Kids Planet, jako aktorka, zadebiutowała w serialu internetowym Between Us z 2018 roku. Wystąpiła także w reklamie japońskich podręczników[niewiarygodne źródło?]. Hyerin była stażystką w P Nation. Dahyun była stażystką w Source Music. Kaede jest byłą modelką dziecięcą, była również ekskluzywną modelką japońskiego magazynu Nico☆Puchi do 2019 roku, po odejściu została modelką marek odzieżowych Lindiha i LIZLISA.
Dahyun pojawiła się w odcinku serialu internetowego Sixth Sense.
Yubin była uczestniczką programu kulinarnego I am Chef i znalazła się w finałowej trójce. Nien i Xinyu były uczestniczkami programu survivalowego Mnet, Girls Planet 999. Nien została wyeliminowana w 9. odcinku, a Xinyu została wyemliminowana w 11. odcinku.

### 2022-2023: Ujawnianie członkiń i debiut zↀ
Pierwsze trzy członkinie były ujawniane co dwa tygodnie od maja do września 2022 roku (w kolejności), Seoyeon, Hyerin i Yubin, obok innych pięciu członkiń.
Dwie kolejne członkinie były ujawniane tak jak w przypadku trzech pierwszych co dwa tygodnie, począwszy od listopada (w kolejności), Kaede i Dahyun.
Kolejną członkinie, Nien, ujawniono w styczniu 2023 roku. 14 kwietnia Sohyun została ogłoszona jako 14. członkini TripleS. 2 lipca Xinyu została ogłoszona kolejną członkinią grupy.
17 sierpnia podgrupa zadebiutowała wydając minialbum ↀ (wym. „Muhan”) i jego główny singiel „Girls’ Capitalism”.

## Członkinie
| Pseudonim   | Pseudonim | Prawdziwe imię              | Data urodzenia       | Miejsce urodzenia | Narodowość       | Reprezentatywny kolor |
| Latynizacja | Hangul    | Prawdziwe imię              | Data urodzenia       | Miejsce urodzenia | Narodowość       | Reprezentatywny kolor |
| ----------- | --------- | --------------------------- | -------------------- | ----------------- | ---------------- | --------------------- |
| Seoyeon     | 서연      | Yoon Seoyeon (kor. 윤서연)  | 6 sierpnia 2003      | Daejeon           | Korea Południowa |                       |
| Hyerin      | 헤린      | Jeong Hyerin (kor. 정혜린)  | 12 kwietnia 2007     | Daegu             | Korea Południowa |                       |
| Yubin       | 유빈      | Gong Yubin (kor. 공유빈)    | 3 lutego 2005        | Yongin            | Korea Południowa |                       |
| Kaede       | 카에데    | Yamada Kaede (jap. 山田 楓) | 20 grudnia 2005      | Toyama            | Japonia          |                       |
| Dahyun      | 다현      | Seo Dahyun (kor. 서다현)    | 8 stycznia 2003      | Pusan             | Korea Południowa |                       |
| Nien        | 니엔      | Hsu Nientzu (chiń. 許念慈)  | 2 czerwca 2003       | Tajpej            | Tajwan · Wietnam |                       |
| Sohyun      | 소현      | Park Sohyun (kor. 박소현)   | 13 października 2002 | Seul              | Korea Południowa |                       |
| Xinyu       | 신위      | Zhōu Xīnyǔ (chiń. 周心语)   | 25 maja 2002         | Pekin             | Chiny            |                       |

## Dyskografia

### Minialbumy
| Rok | Dane dot. utworu | Najwyższa pozycja | Sprzedaż       |
| Rok | Dane dot. utworu | KOR               | Sprzedaż       |
| --- | --- | ----------------- | -------------- |
| 2023 | ↀ - Wydany: 17 sierpnia 2023 - Wytwórnia: Modhaus, Kakao Entertainment - Format: CD, QR, digital download, streaming \| Lista utworów \| \| ----------------------------------------------------------------------------------------------------------------------------------------------- \| \| 1. „ↀ” 2. „Girls’ Capitalism” 3. „Complexity” (복합성) 4. „Black Soul Dress” 5. „Seoul Sonyo Sound” 6. „Cry Baby” 7. „Speed Love” 8. „Number 8” \| | 14                | - KOR: 29 766+ |
| Lista utworów | |                   |                |
| 1. „ↀ” 2. „Girls’ Capitalism” 3. „Complexity” (복합성) 4. „Black Soul Dress” 5. „Seoul Sonyo Sound” 6. „Cry Baby” 7. „Speed Love” 8. „Number 8” | |                   |                |

### Single
| Rok  | Tytuł               | Album |
| ---- | ------------------- | ----- |
| 2023 | „Girls’ Capitalism” | ↀ     |